# Sân vận động Hainaut
Sân vận động Hainaut là một sân vận động đa năng ở Valenciennes, Pháp. Sân được sử dụng chủ yếu cho các trận đấu bóng đá và các trận sân nhà của câu lạc bộ Valenciennes FC. Nó đã thay thế Stade Nungesser làm sân nhà của đội bóng. Sân vận động có sức chứa 25.172 khán giả cho các trận đấu bóng đá, nhưng sức chứa của nó có thể được mở rộng lên 35.000 cho các buổi hòa nhạc. Sân vận động là một trong số những sân vận động tổ chức Giải vô địch bóng đá nữ thế giới 2019.
Sân vận động được xây dựng với tổng chi phí 75 triệu euro. Nó chứa 2.600 ghế câu lạc bộ và 16 hộp sang trọng, hai màn hình video khổng lồ, mỗi màn hình rộng 48 mét vuông. Mái của nó chứa 1.800 tấn thép.

## Trận đấu đầu tiên
Trận đấu đầu tiên trên sân vận động này diễn ra vào tối ngày 26 tháng 7 năm 2011. Đó là 1 trận giao hữu giữa Valenciennes FC và Borussia Dortmund. Đội khách đã giành chiến thắng 1–0 trước một kỷ lục của câu lạc bộ là 22.778 người.

## Giải vô địch bóng đá nữ thế giới 2019
| Ngày                | Thời gian (CEST) | Đội #1 | Tỷ số | Đội #2      | Vòng        | Lượng khán giả |
| ------------------- | ---------------- | ------ | ----- | ----------- | ----------- | -------------- |
| 9 tháng 6 năm 2019  | 13:00            | Úc     | 1–2   | Ý           | Bảng C      | 15,380         |
| 12 tháng 6 năm 2019 | 18:00            | Đức    | 1–0   | Tây Ban Nha | Bảng B      | 20,761         |
| 15 tháng 6 năm 2019 | 15:00            | Hà Lan | 3–1   | Cameroon    | Bảng E      | 22,423         |
| 18 tháng 6 năm 2019 | 21:00            | Ý      | 0–1   | Brasil      | Bảng C      | 21,669         |
| 23 tháng 6 năm 2019 | 17:30            | Anh    | 3–0   | Cameroon    | Vòng 16 đội | 20,148         |
| 29 tháng 6 năm 2019 | 15:00            | Ý      | 0–2   | Hà Lan      | Tứ kết      | 22,600         |